# Nakasuji-dōri
Pour les articles homonymes, voir Nakasuji.
Le Nakasuji-dōri (中筋通, Nakasuji-dōri) est une voie du centre-nord de Kyoto, dans l'arrondissement de Kamigyō. Orientée est-ouest, elle débute à l'Ōmiya-dōri (en) et termine au Senbon-dōri (en).

## Description

### Situation
Le Nakasuji-dōri est voie du centre-nord de Kyoto situé dans l'arrondissement de Kamigyo, traversant les quartiers de Yakushi-chō (薬師町)[réf. nécessaire], Yokoōmiya-chō (横大宮町)[réf. nécessaire], Hishiya-chō (菱屋町)[réf. nécessaire], Tatekameya-chō (竪亀屋町)[réf. nécessaire], Nakamiya-chō (中宮町)[réf. nécessaire], Nishikameya-chō (西亀屋町) et Minamitsuji-chō (南辻町). Elle suit le Motoseiganji-dōri (元誓願寺通) et précède l'Imadegawa-dōri (今出川通). Elle va d'Ōmiya à l'est, jusqu'à Senbon, et se situe dans le Nishijin (西陣), secteur historique de l'industrie textile à Kyoto. Sa suite directe est l'Imamachi-dōri (今町通), de l'autre côté du Horikawa-dōri (en) (堀川通).
La rue mesure au moins 500 mètres. La circulation se fait en sens unique de l'ouest vers l'est.

### Voies rencontrées
De l'est vers l'ouest, en ne tenant pas compte du sens de la circulation. Les voies rencontrées de la droite sont mentionnées par (d), tandis que celles rencontrées de la gauche, par (g), en gardant le sens de l'est vers l'ouest. 
1. Ōmiya-dōri (en) (大宮通)
2. Chiekōin-dōri (智恵光院通)
3. Jōfukuji-dōri (浄福寺通)
4. (d) Rue sans nom
5. Senbon-dōri (en) (千本通)

- Sources : (ja) Université Ritsumeikan Asia Pacific (en), « 近代京都オーバーレイマップ », sur Art Research Center,‎ 2022 (consulté le 22 novembre 2022).

## Odonymie
Le nom Nakasuji signifie « bande centrale », Naka (中) signifiant « centre » et Suji (筋) signifiant « allée » ou « bande ». Ce nom vient du fait qu'il avait été inséré au centre des rues Motoseiganji et Sumanomachi.

## Histoire
La rue apparaît durant l'époque d'Edo, après les rénovations municipales des quartiers intérieurs du palais impérial de Toyotomi Hideyoshi, vers la fin du XVIe siècle. La rue est créée entre Motoseiganji et la rue Sumanomachi (須磨町通, Sumanomachi-dōri), qui a depuis été intégré dans l'agrandissement d'Imadegawa en boulevard à quatre voies.

## Patrimoine et lieux d'intérêt
La rue se trouve dans un ancien secteur de commerce du textile, mais on y trouve encore des échoppes de traite établies depuis un certain moment. Les maisons de ville traditionnelles y sont aussi nombreuses. On y trouve notamment l'atelier Aizen (愛染工房, Aizen-kōbō), appartenant à Ken'ichi Utsuki, qui revitalise l'art de la teinture par l'indigo (aizome (藍染め)) dans sa maison traditionnelle de plus de 120 ans.

### Webographie
- (ja) « 中立売通 », sur Toshimomi,‎ 11 janvier 2017 (consulté le 24 octobre 2022).